# Episodi di Krypton (prima stagione)
La prima stagione della serie televisiva Krypton, composta da 10 episodi, è stata trasmessa negli Stati Uniti dal 21 marzo al 23 maggio 2018 su Syfy.
In Italia è andata in onda dal 16 novembre 2018 al 18 gennaio 2019 su Premium Action, canale a pagamento della piattaforma Mediaset Premium.
| n° | Titolo originale        | Titolo italiano              | Prima TV USA   | Prima TV Italia  |
| -- | ----------------------- | ---------------------------- | -------------- | ---------------- |
| 1  | Pilot                   | Krypton                      | 21 marzo 2018  | 16 novembre 2018 |
| 2  | House of El             | La casata di El              | 28 marzo 2018  | 23 novembre 2018 |
| 3  | The Rankless Initiative | L'iniziativa dei senza rango | 4 aprile 2018  | 30 novembre 2018 |
| 4  | The Word of Rao         | La parola di Rao             | 11 aprile 2018 | 7 dicembre 2018  |
| 5  | House of Zod            | La casata di Zod             | 18 aprile 2018 | 14 dicembre 2018 |
| 6  | Civil Wars              | Guerre civili                | 25 aprile 2018 | 21 dicembre 2018 |
| 7  | Red Faced               | Metamorfosi                  | 2 maggio 2018  | 28 dicembre 2018 |
| 8  | Savage Night            | Una notte feroce             | 9 maggio 2018  | 4 gennaio 2019   |
| 9  | Hope                    | Speranza                     | 16 maggio 2018 | 11 gennaio 2019  |
| 10 | The Phantom Zone        | La zona fantasma             | 23 maggio 2018 | 18 gennaio 2019  |

## Krypton
- Titolo originale: Pilot
- Diretto da: Ciaràn Donnelly e Colm McCarthy
- Scritto da: David S. Goyer e Ian Goldberg

### Trama
Duecento anni prima del tempo di Kal-El (Superman), il regime corrotto che guida la città di Kandor su Krypton giustizia Val-El, nonno di Seg-El, per tradimento. Seg e i suoi genitori sono privati dei loro privilegi e banditi nelle baraccopoli della classe inferiore. Quattordici anni dopo, il magistrato capo Daron-Vex, lo stesso uomo che ha condannato gli El, organizza un matrimonio tra Seg e la sua figlia minore Nyssa, che consentirà a Seg di tornare nelle classi superiori. Adam Strange, un uomo dalla Terra del futuro, dà a Seg una Pietra del Sole con il simbolo El e gli dice di trovare la "fortezza". La madre di Seg, Charys, lo porta alla Fortezza nascosta della solitudine, che contiene la ricerca di Val-El. Val aveva scoperto una minaccia aliena a Krypton, ma era stato messo a tacere. Charys viene arrestata. Portati davanti al consiglio, e rifiutando di riconoscere l'esistenza della Fortezza, i genitori di Seg attaccano le guardie, solo per essere uccisi da Jayna-Zod. Tornato alla Fortezza, Adam dice a un Seg depresso che c'è un futuro, ma sta svanendo a causa dell'intromissione temporale di un male cosmico che cerca di cancellare Superman.

## La casata di El
- Titolo originale: House of El
- Diretto da: Ciaràn Donnelly
- Scritto da: Cameron Welsh

### Trama
Seg trascura l'avvertimento di Adam e pianifica la vendetta contro Daron. Tuttavia, Daron spiega che Val fu giustiziato per la sua credenza eretica nella vita esistente lontano da Krypton, convincendo Seg dell'avvertimento di Adam. Seg porta una tavoletta dati della Gilda Scientifica ad Adam e Kem per l'esame, ma poiché i dati non sono d'accordo con la ricerca di Val, Seg progetta di uccidere Daron. Nyssa dà a Seg le ceneri dei suoi genitori per la chiusura e per manipolare la sua fiducia. Seg usa il suo sangue per aprire una serratura del DNA nella Fortezza, attivando un ologramma di Val. Seg giura di fermare Brainiac, un "collezionista mondiale" con Krypton nel mirino. Mentre esaminano ulteriormente i dati, Kem e Adam trovano la prova di una sonda scout e deducono che Brainiac è già sulla sua strada. Lyta, disturbata dalla Gilda Militare che si prepara ad attaccare gli slum per estirpare i terroristi Black Zero, sfida Quex-Ul fino alla morte per il comando. Sebbene Jayna la avverta di riconsiderare, Lyta uccide senza pietà Quex-Ul, prendendo il comando dello squadrone.